# Pałac w Dolsku
Pałac w Dolsku – pałac w stylu neogotyku angielskiego, znajdująca się w Dolsku, na polanie parkowej w odsunięciu od dziedzińca folwarku, w pobliżu południowego brzegu jeziora Dolsk. W czasach świetności zwany był małym Sanssouci. Od połowy lat 90. sukcesywnie restaurowany przez prywatnych właścicieli.

## Historia
Okres powstania budowli nie jest znany, wiadomo jedynie ze źródeł, że do XVI w. właścicielami Dolska i zamku była rodzina von Schönebeck. Pierwsza wzmianka o rezydencji właścicieli majątku pochodzi z 1713 r., gdy właścicielem Dolska był Friedrich W. von der Marwitz. W XVIII w. zamek został powiększony o trzy skrzydła, z zachowaniem w piwnicach fragmentów starszego założenia. Ukończona w 1828 r. przebudowa z inicjatywy Karla von Tresckow, według projektu architekta związanego ze środowiskiem Karla Friedricha Schinkla, ukształtowała w dużej mierze obecny wygląd obiektu. W kolejnych przebudowach w latach 1845 i 1889 zastosowano formy neogotyckie i motywy nawiązujące do baroku, m.in. powstały 3 wieże, taras oraz dodano elementy dekorujące dachu, tj. lukarny i iglice. W latach 1933–1945 obiekt stał się własnością III Rzeszy i pełnił funkcję szkoły, kina, domu kultury i centrali hufca; ulokowano tu również jedną z siedzib Służby Pracy Rzeszy. Od stycznia 1945 r. był wykorzystywany na radziecki lazaret, następnie na mieszkania dla oficerów zaopatrzeniowych i w latach 60. XX wieku magazyn zboża. Po pożarze w 1967 r. popadł w ruinę i był systematycznie grabiony. 

## Odbudowa pałacu
W roku 1992 część terenu z pałacem zostaje zakupiona przez osoby prywatne. Prawe skrzydło było wówczas całkowicie zawalone gruzem, a obiekt porastała roślinność. Stały jedynie ściany obwodowe i część ścian nośnych. Na początku odgruzowano i zabezpieczono istniejące ściany. Kolejne prace robiono w roku 2002, gdy odbudowano zniszczone  ściany obwodowe i nośne. Pod koniec 2008 roku odbudowano pałac do poziomu pierwszego piętra wraz z budową nowych stropów piwnic. W roku 2009 odbudowano schody i stropy poddasza. W roku 2011 odbudowano dach, a w prawym skrzydle instalacje elektryczne, wodno-kanalizacyjne i ogrzewanie.

## Park przypałacowy
Park przypałacowy w stylu angielskim, założony w 1832 r. prawdopodobnie według projektu Peter Joseph Lenné; powierzchnia 38,95 ha. W połowie XIX w. w skład założenia pałacowo-parkowego wchodziły: pałac z krajobrazowym parkiem ozdobnym, ogród użytkowo ozdobny, park leśny z małym zbiornikiem wodnym położony wzdłuż brzegu większego jeziora Dolskiego oraz staw młyński przy zachodniej granicy parku. Od strony drogi wiejskiej tereny ogrodów ogrodzone były wysokim murem z cegieł. W części zachodniej założenia znajdowało się mauzoleum rodowe rodu von Treskow. Aktualnie elementy kompozycji przestrzennej uległy znacznemu zatarciu. Czytelna jest polana przed pałacem, dwa odcinki drogi o nawierzchni brukowanej prowadzące z parku do pałacu oraz aleje przy drogach dojazdowych przy granicach parku. Tereny ogrodu użytkowo ozdobnego są zachowane i użytkowane. Ceglany mur ogrodzeniowy zachował się w całości na granicy z drogą wiejską, na pozostałym odcinku pozostały jedynie ceglane słupy. W parku występują 52 gatunki i odmiany drzew i krzewów z ciekawymi gatunkami roślin obcego pochodzenia m.in. katalpa zwyczajna, jałowiec chiński, magnolia, tulipanowiec amerykański. Wiele dębów w wieku 150-250 lat, wiązów szypułkowych w wieku 100-150 lat oraz platan klonolistny, jesion wyniosły, grab, buk, stanowią pomniki przyrody.